# Communauté du Pacifique
Pour les articles homonymes, voir CPS.
La Communauté du Pacifique (CPS) est une organisation internationale bilingue qui compte parmi ses membres les États et les territoires anglophones et francophones de la région. Œuvrant en Océanie, la CPS a été fondée en 1947 peu après la Seconde Guerre mondiale par l'Australie, les États-Unis, la France, la Nouvelle-Zélande, les Pays-Bas et le Royaume-Uni. À l'époque, ces six pays administraient des territoires du Pacifique et anticipaient les avantages qu’ils pourraient retirer en leur apportant une aide « coordonnée ». Appelée à l’origine « Commission du Pacifique Sud », elle a été rebaptisée en 1997, « Secrétariat général de la Communauté du Pacifique », sa zone d’intervention s’étendant désormais du nord au sud du Pacifique. Depuis novembre 2015, la CPS porte le nouveau nom de « Communauté du Pacifique » et conserve le sigle « CPS », utilisé dans toute la région du Pacifique. 
La CPS contribue au développement des compétences techniques, professionnelles, scientifiques et des capacités de recherche, de planification et de gestion de 22 États et territoires insulaires du Pacifique. Avec les cinq membres fondateurs restés membres de l'organisation que sont l'Australie, les États-Unis, la France, la Nouvelle-Zélande et le Royaume-Uni, la Communauté du Pacifique est composée de 27 États membres.

## Départements, sections et services de la CPS

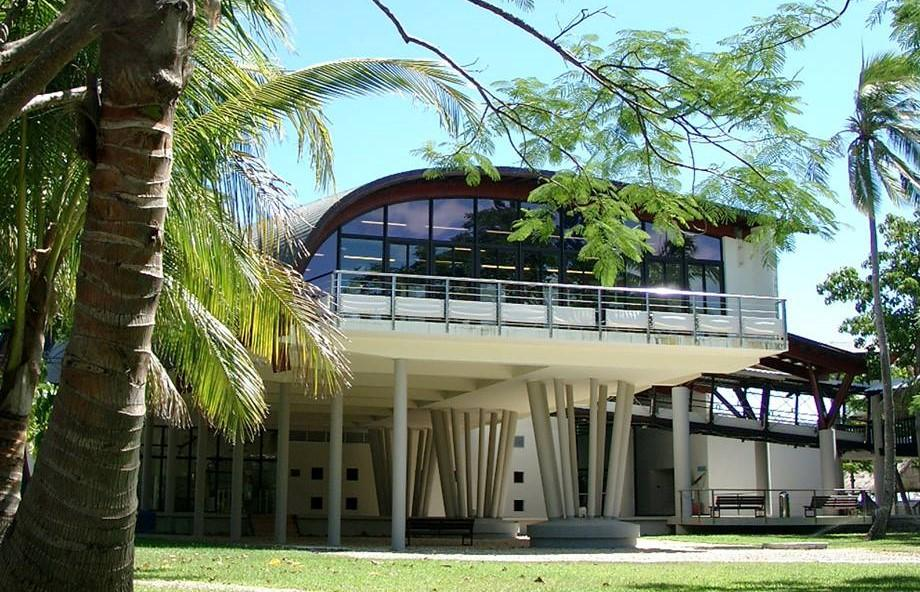
Le siège de la CPS à Nouméa en 2019.

La CPS travaille à tous les échelons, local, national, régional et international. Ses programmes techniques sont coordonnés dans le cadre de cinq divisions et 4 programmes qui fournissent une assistance technique, dispensent des formations et mènent des travaux de recherche :
Divisions
- Pêches, Aquaculture et écosystèmes marins
- Géosciences, énergie et services maritimes
- Ressources terrestres
- Santé Publique
- Statistique pour le Développement

Programmes
- Programme durabilité environnementale et changement climatique
- Programme pour l’évaluation et la qualité de l’enseignement
- Équipe régionale d’éducation en matière de droits de la personne
- Programme développement social

La CPS a aussi une Direction opérations et gestions qui comprend : 
- Les Finances (comprend la Section achats, subventions, risques et actifs)
- Les Ressources humaines
- Les Services de l’information (bibliothèque, TIC, publications, traduction et interprétation)

Ainsi que le bureau du Directeur général avec : 
- Le Cabinet de Direction : Conseillère principale
- L’équipe Stratégie, performance et amélioration continue
- La cellule communication et information du public

## Grands principes de la CPS
- Ses priorités sont établies par les États et Territoires membres ;
- La CPS place les populations au cœur de son action, en apportant des solutions pratiques à des problèmes réels ;
- La CPS s'efforce d’offrir des services d’excellente qualité ;
- La CPS s'efforce de changer la vie des Océaniens dans un sens positif, en renforçant leurs compétences ;
- La CPS contribue à atténuer la pauvreté absolue, le manque de débouchés et la vulnérabilité devant la pauvreté ;
- La CPS prend des engagements stratégiques et propose des solutions pour saisir les chances qui s'offrent aujourd’hui et pour répondre aux enjeux de demain ;
- La CPS a conscience de l'importance de l'égalité hommes-femmes, de la culture et de l'environnement et en assure la promotion ;
- La CPS justifie l’emploi des fonds qui lui sont alloués et travaille dans la transparence.

La CPS a son siège à Nouméa, Nouvelle-Calédonie, une antenne régionale à Suva, îles Fidji, et deux bureaux régionaux : un bureau régional pour la Micronésie à Pohnpei, dans les États fédérés de Micronésie, et un bureau régional pour la Mélanésie à Port-Vila, au Vanuatu.

## États et territoires membres de la CPS
- Îles Cook (Nouvelle-Zélande)
- Fidji
- Guam (États-Unis)
- Kiribati
- Îles Mariannes du Nord (États-Unis)
- Îles Marshall
- États fédérés de Micronésie
- Nauru
- Niue (Nouvelle-Zélande)
- Nouvelle-Calédonie (France)
- Palaos
- Papouasie-Nouvelle-Guinée
- Îles Pitcairn (Royaume-Uni)
- Polynésie française (France)
- Îles Salomon
- Samoa américaines (États-Unis)
- Samoa
- Tokelau (Nouvelle-Zélande)
- Tonga
- Tuvalu
- Vanuatu
- Wallis-et-Futuna (France)

Auxquels il faut ajouter cinq des six États fondateurs qui sont toujours membres de l'organisation et contribuent financièrement au fonctionnement des divers programmes :
- Australie
- États-Unis
- France
- Nouvelle-Zélande
- Royaume-Uni

Les Pays-Bas se sont retirés en 1962. Le Royaume-Uni s'est retiré quant à lui en 1996, puis a de nouveau rejoint l'organisation de 1998 à janvier 2005. Il l'a rejoint une nouvelle fois en 2021,.

## Directeurs généraux
La Communauté du Pacifique a un directeur général, issu de l'un des États membres, depuis novembre 1948. Les directeurs généraux successifs sont les suivants, :
| Dates             | Nom                              | Nationalité        | Remarques                                     |
| ----------------- | -------------------------------- | ------------------ | --------------------------------------------- |
| 1/11/48-30/6/51   | Bill Forsyth                     | Australie          |                                               |
| 12/11/51-12/11/54 | Brian Freeston                   | Royaume-Uni        |                                               |
| 1/3/55-28/2/58    | Ralph Bedell                     | États-Unis         |                                               |
| 1/3/58-21/3/63    | Thomas Richard Smith             | Nouvelle-Zélande   |                                               |
| 24/3/63-31/12/66  | Bill Forsyth                     | Australie          |                                               |
| 1/1/67-11/12/69   | Sir Gawain Bell                  | Royaume-Uni        |                                               |
| 1/1/70-18/2/71    | Afioga Afoafouvale Misimoa       | Samoa-Occidentales | mort en fonction                              |
| 18/2/71-31/10/71  | John de Young                    | États-Unis         | intérim                                       |
| 1/11/71-30/11/75  | Gustav Betham                    | Samoa-Occidentales |                                               |
| 9/12/75-30/6/79   | Macu Salato                      | Fidji              |                                               |
| 1/7/79-30/6/82    | Young Vivian                     | Niué               |                                               |
| 1/7/82-30/11/86   | Francis Bugotu                   | Îles Salomon       |                                               |
| 9/12/86-31/12/88  | Pulefaasisina Palauni Tuiasosopo | Samoa américaines  | démissionnaire                                |
| 1/1/89-15/6/89    | Jon Jonassen                     | Îles Cook          | intérim                                       |
| 16/6/89-5/1/93    | Atanraoi Baiteke                 | Kiribati           |                                               |
|                   | Jacques Iekawé                   | Nouvelle-Calédonie | mort avant d'entrer en fonction               |
| 6/1/93-7/1/96     | Ati George Sokomanu              | Vanuatu            | ancien président de la république (1980-1989) |
| 8/1/96-5/1/00     | Robert Dun                       | Australie          |                                               |
| 6/1/00-5/1/06     | Lourdes Pangelinan               | Guam               |                                               |
| 6/1/06-22/1/14    | Jimmie Rodgers                   | Îles Salomon       |                                               |
| 23/1/14-22/1/20   | Collin Tukuitonga                | Niué               |                                               |
| depuis le 23/1/20 | Stuart Minchin                   | Australie          |                                               |